# North Bovey
North Bovey – wieś i civil parish w Anglii, w Devon, w dystrykcie Teignbridge. W 2011 civil parish liczyła 255 mieszkańców. North Bovey jest wspomniana w Domesday Book (1086) jako Bovi.